# Exeed
Exeed Automobile Co., Ltd. ist eine Automobilsparte für Premium-SUVs des chinesischen Automobilherstellers Chery, die im September 2017 vorgestellt wurde.

## Geschichte
Die Marke Exeed wurde am 14. September 2017 auf der Internationalen Automobil-Ausstellung (IAA) in Frankfurt mit dem Konzeptfahrzeug TX vorgestellt, einem Mittelklasse-SUV mit Chery-Logo. Das erste Fahrzeug der Marke Exeed ist das Exeed LX-Konzept, das am 29. April 2018 auf der Auto China in Peking vorgestellt wurde.
Das erste Serienmodell von Exeed war der Mittelklasse-SUV Exeed TX/TXL, der im März 2019 auf den Markt kam. Im April nächsten Jahres wurde auf der Auto Shanghai ein drittes Exeed-Konzeptfahrzeug vorgestellt, der E-IUV. Im Oktober brachte Exeed sein zweites Serienfahrzeug auf den Markt, den auf dem Chery Tiggo 7 basierenden LX Kompakt-SUV.
Ende des Jahres, am 22. November 2019, wurde auf der Auto Guangzhou ein Konzeptfahrzeug namens VX vorgestellt, das einen Vorgeschmack auf das Flaggschiff-SUV der Marke gab. Der Serien-SUV Exeed VX in Originalgröße wurde im Januar 2020 auf den Markt gebracht
Im Februar 2020 wurde bekannt gegeben, dass der Exeed TXL und VX in den Vereinigten Staaten von HAAH Automotive Holdings als Vantas TXL und VX verkauft werden. Die Markteinführung dieser Modelle war für 2021 geplant. Im April 2021 wurde der Erscheinungstermin der Marke Vantas auf 2022 verschoben und es wurde angekündigt, dass die ersten Modelle von China in die USA exportiert würden. Später im Juli meldete HAAH jedoch Insolvenz an und die Pläne für Vantas und Die andere Einstiegsmarke des Unternehmens, T-GO, die den Chery Tiggo 7 der zweiten Generation (2020–heute) verkaufen wollte, wurde aufgegeben.
Im April 2021 stellte Exeed auf der Auto Shanghai das fünfte SUV-Konzeptfahrzeug der Marke vor, den Exeed Stellar, ein Mittelklasse-Elektroauto. SUV.

## Fahrzeuge
Aktuelle Modelle sind: 
- Exeed LX/Zhuifeng (2019–heute), Kompakt-SUV
- Exeed TX (2019–heute), Mittelklasse-SUV
  - Exeed TXL/Lingyun (2019–heute), eine erweiterte Version des TX
- Exeed Sterra ES